# SMS Magdeburg (1917)
Le SMS Magdeburg est un croiseur léger de la Kaiserliche Marine.

## Histoire
Il s'agit du quatrième navire de la classe Cöln.
Il doit son nom pour succéder au SMS Magdeburg échoué le 26 août 1914 à Osmussaar.
En raison du manque de matériel et de personnel, la construction est arrêtée neuf mois avant la fin prévue. Le Magdeburg II est retiré de la liste des navires de guerre le 17 novembre 1919. Il est vendu le 28 octobre 1921 et démoli l'année suivante.